# Louis Jensen (Schafzuchtverwalter)
Louis Andreas Jensen (* 22. August 1911 in Farum; † 7. August 1992 in Hadsten) war ein dänischer Schafzuchtverwalter und Richter.

## Leben
Louis Jensen war der Sohn des Manufakturhändlers Ragnar Jensen und der Schwedin Gerda Lindgren. Er begann mit 14 Jahren auf dem Feld zu arbeiten und besuchte anschließend eine Landwirtschaftshochschule, die er 1935 als cand. verließ. Nach dem Studium arbeitete er als Assistent für eine Landwirtschaftsvereinigung auf Jylland und wechselte kurz darauf zur staatlichen Versuchsstation auf dem Hof Trollesminde in Hillerød.
Im Frühjahr 1936 wurde ihm von Knud Oldendow, der zu diesem Zeitpunkt Direktor von Grønlands Styrelse war, eine Stelle als Schäfereiassistent in Grönland angeboten. Nach anfänglichem Zögern nahm er die Stelle an und reiste nach Qaqortoq. Dort arbeitete er unter Lindemann Walsøe und nach dessen Tod im Juni 1936 unter K. N. Christensen. Im Winter 1937/38 vertrat er den auf Heimaturlaub befindlichen Christensen als Schäfereiverwalter. Der Winter gilt als erster Katastrophenwinter der 1906 begonnenen grönländischen Schafzucht, bei dem ein großer Teil der Schafe starb. Von 1938 bis 1939 war er selbst im Urlaub, welchen er nutzte, um sich in Norwegen und Schweden in der Schäferei fortzubilden. Nach seiner Rückkehr heiratete er Savfine Martine Pauline Kleist (1914–?), Tochter des Dichters Hans Hoseas Josva Kleist (1879–1938) und seiner Frau Bolethe Marie Ingeborg Chemnitz (1888–1957) und damit Enkelin von Jens Chemnitz (1853–1929), der die grönländische Schafzucht begründet hatte. Das Ehepaar bekam sieben Söhne und eine Tochter. In den 1940er Jahren wuchs die Landwirtschaft in Südgrönland stark, durch die Erprobung neuer Einkommensmöglichkeiten wie die Herstellung von Wurst, oder indem neue Agrarflächen nutzbar gemacht wurden, wozu Louis Jensen stark beitrug. Als Schafzuchtexperte wurde er 1948 in die Grønlandskommission berufen.
1950 wurde er selbst zum Schafzuchtverwalter und Leiter der Landwirtschaftsstation in Qaqortoq ernannt, die aber im Folgejahr umzog. Während die Versuchsstation im nahegelegenen Upernaviarsuk aufgebaut wurde, wurde die Schlachterei nach Narsaq versetzt. 1966 zog Louis Jensen mit seiner Familie nach Upernaviarsuk um. Er gilt letzter der drei Personen, die die Landwirtschaft in Grönland aufgebaut haben.
1971 musste er aus Altersgründen in Pension gehen, bekam aber stattdessen die Stelle als Kreisrichter für Südgrönland (Gemeinde Qaqortoq, Gemeinde Narsaq und Gemeinde Nanortalik) angeboten, die er bis 1976 ausübte. Anschließend kehrte er nach Dänemark zurück, wo er sich in Hadsten bei Aarhus niederließ. In Grönland hatte er sich für die Errichtung des Qaqortoq-Museums eingesetzt. Daneben schrieb er eine Reihe Artikel über grönländische Schäferei sowie ein Lehrbuch für die Ausbildung von Schafzüchtern in Grönland. Louis Jensen starb 1992 im Alter von knapp 81 Jahren.